# Березин, Максим Михайлович
Максим Михайлович Березин (род. 29 января 1991, Ижевск) — российский хоккеист, защитник «Лады», выступающей в КХЛ.

## Карьера

### Клубная
До 2002 года обучался в хоккейной школе «Ижсталь» (Ижевск), после чего перешёл в хоккейную школу «Нефтехимик» (Нижнекамск). В сезоне 2007/08 дебютировал за юношеский состав «Нефтехимика». По окончании сезона заключил годичный контракт с клубом Высшей лиги «Нефтяник» (Лениногорск). В 2008 году проходил стажировку в шведской команде «Мора».
В сезоне 2009/10 дебютировал за «Нефтехимик» в КХЛ. Провёл 14 матчей, заработал 12 минут штрафа. В Молодёжной хоккейной лиге сыграл 50 игр и набрал 36 очков по системе «гол+пас» (6 шайб и 30 голевых передач).
2012 год провел в аренде у пензенского «Дизеля», с которым дошёл до полуфинала ВХЛ.
В сезоне 2015/16 преодолел отметку в 300 матчей в КХЛ. В апреле 2016 года получил от нижнекамского клуба односторонний контракт до 2019 года.

### В сборной
В составе сборной России выиграл молодёжный чемпионат мира 2011 года. Провёл на турнире 7 игр, отдал 3 голевые передачи.